# Quiscalus nicaraguensis
Quiscalus nicaraguensis là một loài chim trong họ Icteridae.